# Катедрала Свети Гатиан (Тур)
Катедралата „Св. Гатиан Турски“ (на френски: Cathédrale Saint-Gatien de Tours) е катедрала в град Тур, Централна Франция.
Тя е основна забележителност в града. В него се намира Турската архиепархия. Катедралата е посветена на основателя на епархията – първият епископ на Тур.
Началото на строителството датира от 1170 г., а краят – от 1547 г. Известно е, че на мястото на катедралата в края на IV век се намира храм в романски стил, изгорял през 561 г., но по-късно възстановен.
Стилът на катедралата в готически, но ранните елементи са римски, а късните – ренесансови. 
През 1862 г. тя е включена в списъка на историческите паметници на Франция.

## Характеристика
- Обща дължина: 100 m
- Широчина: 28 m
- Ширина на трансепта: 46 m
- Височина под сводовете: 29 m (37.50 m в Шартърската)
- Височина корабите: 11 m
- Височина на северна кула: 68 m
- Височина на южната кула: 69 m

## История на построяването
- 340 г.: Изграждането на първата катедрала с малък размер е започнато от епископ Литориус от Тур и по-късно е продължено от епископ Мартин в продължение на четвърт век.
- 573 г.: Построена е втората катедрала от Григорий Турски и е осветена в чест на св. Маврикий през 590 г.
- до 1160 г.: Катедралата, която е  в лошо състояние, е реконструирана в Анжуйски стил. Строителството така и не е завършено.
- 1220/1270 г.: След няколко пожара катедралата е построена в готически стил с радиални хорове.
- XIV век: завършен е трансептът, изградена е западната част на катедралата. Като нов патрон на катедралата е избран Св. Гатиан.
- 15 век: завършени са корабът и пищната готическа фасада.
- 1507/1535: Горната част на кулите на западната фасада е украсена в Италиански стил.
- 1792: Революционери превръщат катедралата в храм на Богинята на разума и унищожават статуите и порталите на катедралата.
- 19 век: осветен е олтарът в чест на Свети Мартин
- 1996: осветен е нов литургичически олтар, проектиран от скулптора Франсоа Арнал. Възстановени са органите.
- 1993/2003: Реставрарани са хорът и апсидата, както и витражите на катедралата и стенописите.
- 2009/2010: реконструкция на западната фасада и нейната витражна розета.
- 2010: възстановяване на параклиса с гробниците на децата на Шарл VIII и Анна Бретанска.
- 2010/2013: реставрация на северния трансепт и неговата витражна розета.

## Архитектура

### Екстериор
Западната фасада е с две кули с височина 68 и 69 м. Мощната северна кула на катедралата крие под купола си кралската стълба – истински архитектурен шедьовър, приписван на Пиер дьо Валанс. В по-стройната южна кула се намират камбаните на катедралата. Порталите на фасадата са украсени със сложни резби и увенчани с ланцетни щипци. Размерите на храма са 100 на 28 метра. Главният кораб на катедралата, висок 29 метра, е построен на 2 етапа на строителство. Хоровете, направени в стила на Парижката готика, напомнят в горната си част на Сент Шапел. Оригиналният рисуван декор на хоровете е възстановен след реставрацията на витражите от 13 век. Великолепният трисвещник и главният олтар, оцелели след революцията, са единственото наследство от литургическите предмети от 18 век.

### Интериор
Перлата на катедралата са нейните витражи. Ансамбълът от витражи е един от най-красивите образци на 13 век. Той е допълнен от витражи от 13 век и розети на фасадата от 15 век.
Южният трансепт гледа към величествения орган от 16 век и северна витражна розета, изработена в стила на Зрялата готика.
В осевия параклис има удивителен триптих в чест на Пресвета Богородица, състоящ се от витражите „Детство“, „Завет“ и „Страстите Христови“. Два стъклописа, изобразяващи Св. Мартин, е заобиколен от витраж със Св. Юлиан в параклиса Св. Франциск.
На една от колоните на катедралата можете да се види запазеният образ на Св. Маврикий – първият покровител на катедралата до 13 век.
Надгробните плочи на децата на Шарл VIII и Анна Бретанска, педи това в бившата колегиална църква „Св. Мартин“, са преместени в Южния параклис през 1835 г. Те представляват един от най-ранните примери за Ренесанса в региона (1506 г.).

## Галерия
- Стъклописи
- Олтар
- Витражи
- Органът
- Надгробни статуи на децата на Шарл VІІI и Анна Бретанска от Мишел Коломб, 1506: ранни скулптури от Френски Ренесанс
- изглед
- стъклопис
- Неф